# Omar Torrijos Herrera
Omar Efraín Torrijos Herrera (Santiago de Veraguas, 13 de febrero de 1929-Cerro Marta, 31 de julio de 1981) fue un oficial del ejército y posteriormente dictador panameño, quien, junto con Boris Martínez y José H. Ramos Bustamante, encabezó el golpe de Estado de 1968. Fue jefe de Estado de la República de Panamá de 1968 hasta 1981. En la Constitución de 1972 se le nombra "Líder Máximo de la Revolución Panameña".
Fue padre de Martín Torrijos Espino, quien fue presidente de Panamá en el período 2004-2009.

## Primeros años
Nació en Santiago, provincia de Veraguas, República de Panamá, siendo el sexto de doce hijos de padres maestros, el colombiano José María Torrijos Rada (Roldanillo, Valle del Cauca) y la panameña Joaquina Herrera Sanjur. Estudió en la escuela Juan Demóstenes Arosemena y ganó una beca en el Colegio Militar de El Salvador y completó su formación militar en la Escuela de las Américas, dirigida por Estados Unidos en la zona del Canal de Panamá. Se graduó con una comisión como teniente segundo. Se unió a la Guardia Nacional de Panamá en 1952 y fue promovido a capitán en 1956. Contrajo matrimonio con Raquel Pauzner, con quien tuvo a tres hijos: Dumas Torrijos, Raquel de María Torrijos y Omar José Torrijos.[cita requerida] Tuvo tres hijos más fuera de matrimonio, Carmen Alicia, Martín Torrijos Espino y Tuira Torrijos.[cita requerida]

## Trayectoria
En 1959, siendo capitán de la Guardia Nacional, le fue encomendado sofocar un alzamiento armado de jóvenes insurgentes en el Cerro Tute en la provincia de Veraguas.
Ascendió a teniente coronel en 1966 y en 1968 participó, junto con otros militares, entre ellos Boris Martínez, José H. Ramos, en un golpe de Estado en contra del presidente electo, Arnulfo Arias Madrid. José María Pinilla Fábrega se proclama presidente, pero posteriormente hubo cambios internos en el mando golpista que llevaron a Torrijos al liderazgo militar (Martínez fue exiliado en 1969) y se autoproclama general de brigada, asumiendo la conducción política en marzo de 1969. Torrijos consolidó su poder tomando el mando de la autoridad gubernamental, disolviendo los partidos políticos existentes.
En 1970,  después de 30 años de ocupación, recibe de manos de los norteamericanos la Base Militar de Río Hato, localizada en la provincia de Coclé, e instala en ella el Centro de Instrucción Militar, la 6.ª Compañía de Fusileros y Blindados Expedicionaria, la Brigada Especial Macho de Monte, la Compañía de Equipo Pesados Los Rudos y, en 1974, el Instituto Militar General Tomás Herrera, una dependencia de la Guardia Nacional, que se dedicaría a la formación de bachilleres militares a nivel secundario (futura cantera de oficiales de la Guardia Nacional).
Bajo estas condiciones el régimen de Torrijos llamó a elecciones para crear una Asamblea Constituyente que redactaría una nueva Constitución, la cual en su artículo 277 decía que se reconoce a Torrijos como líder máximo de la revolución panameña y le dio poderes casi absolutos en 1972.

Artículo 277. Se reconoce como Líder Máximo de la Revolución panameña al General de Brigada Omar Torrijos Herrera, Comandante Jefe de la Guardia Nacional. En consecuencia, y para asegurar el cumplimiento de los objetivos del proceso revolucionario, se le otorga, por el término de seis años, el ejercicio de las siguientes atribuciones: coordinar toda la labor de la Administración Pública; nombrar y separar libremente a los Ministros de Estado y a los Miembros de la Comisión de Legislación; nombrar al Contralor General y al Subcontralor General de la República, a los Directores Generales de las entidades autónomas y semiautónomas y al Magistrado del Tribunal Electoral, que le corresponde nombrar al Ejecutivo, según lo dispone esta Constitución y la Ley; nombrar a los Jefes Oficiales de la Fuerza Pública de conformidad con esta Constitución, la Ley y el Escalafón Militar; nombrar con la aprobación del Consejo de Gabinete a los Magistrados de la Corte Suprema de Justicia, al Procurador General de la Nación, al Procurador de la Administración y a sus respectivos suplentes; acordar la celebración de contratos, negociación de empréstitos y dirigir las relaciones exteriores.
El General Omar Torrijos Herrera tendrá, además, facultades para asistir con voz y voto a las reuniones del Consejo de Gabinete y del Consejo Nacional de Legislación, y participar con derecho a voz en los debates de la Asamblea Nacional de Representantes de Corregimientos y de los Consejos Provinciales de Coordinación y de las Juntas Comunales.
  Constitución Política de la República de Panamá de 1972 

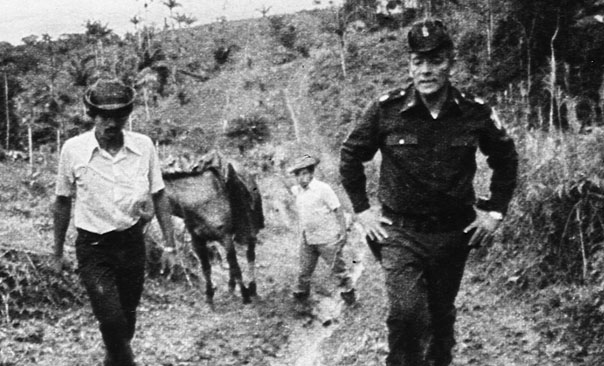
Omar Torrijos (derecha), acompañando a campesinos panameños. El gobierno de Torrijos fue conocido por sus políticas de redistribución de tierras.

Torrijos introdujo una política populista, con la apertura de escuelas y la creación de puestos de trabajo y la redistribución de tierras agrícolas. Las reformas fueron acompañadas de un importante programa de obras públicas. Durante su administración, Panamá se convirtió en un centro bancario internacional. También se enfrentó a las multinacionales norteamericanas, exigiendo mayores salarios para los trabajadores, y redistribuyó 180.000 hectáreas de tierras sin cultivar. En febrero de 1974, en respuesta a la influencia de estas multinacionales, intentó crear la Unión de Países Exportadores de Banano con los demás estados centroamericanos siguiendo el modelo de la OPEP para el petróleo, pero no obtuvo su apoyo. Su política favorece la aparición de una clase media y la representación de las comunidades indígenas.

En política internacional, Torrijos apoya al presidente chileno Salvador Allende y acoge a los refugiados tras el golpe de Estado en Chile de 1973 de Augusto Pinochet. Ayudó al Frente Sandinista de Liberación Nacional en Nicaragua y a otras fuerzas rebeldes en El Salvador y Guatemala, y renovó las relaciones diplomáticas con Cuba. Admirador del líder yugoslavo Josip Broz Tito e inspirado por la nacionalización del Canal de Suez por parte de Gamal Abdel Nasser, se embarcó en una lucha contra Estados Unidos para obtener la soberanía panameña sobre el Canal de Panamá. En 1973, ante la falta de avances en las negociaciones con Washington, intentó que la ONU interviniera:
«Que nunca hemos sido, que no somos, ni nunca seremos, ni estado asociado, ni colonia o protectorado, ni queremos agregarle una estrella más a la bandera de los Estados Unidos.»
Washington fue superado en la votación y vetó la resolución. Finalmente, en 1977, firmó los Tratados Torrijos-Carter (que sustituía el anterior tratado Hay-Bunau Varilla), según el cual se legalizaban las bases militares y se establecía la neutralidad del Canal de Panamá a perpetuidad, así como una fecha para el fin de la presencia militar norteamericana y la devolución del Canal de Panamá. Así, el 31 de diciembre de 1999, Estados Unidos devolvió el Canal de Panamá a los panameños.
Para que los tratados fueran aprobados por el Senado de los Estados Unidos, Panamá se ve en la necesidad de adoptar una apertura democrática, lo que se reflejó en la legalización de los partidos políticos, en una relativa liberalización periodística y en el regreso de varios exiliados políticos. Sin embargo, a los tratados se opuso gran parte de la población, pues no eran más que otra versión de los llamados "tratados tres en uno" o Robles-Johnson, rechazados por Panamá en 1965 precisamente porque, entre otras cosas, legalizaban la presencia de Estados Unidos en el territorio panameño.[cita requerida] Los disturbios que siguieron dejaron como saldo el asesinato del dirigente estudiantil Jorge Camacho (miembro del FER-29) dentro de los predios de la Universidad de Panamá y la inmolación en Suecia de Leopoldo Aragón además de varias personas encarceladas tras recibir agresiones públicamente por parte de la Guardia Nacional. Finalmente los tratados fueron aprobados por la mayoría del pueblo panameño [cita requerida] y ratificados por ambos países.

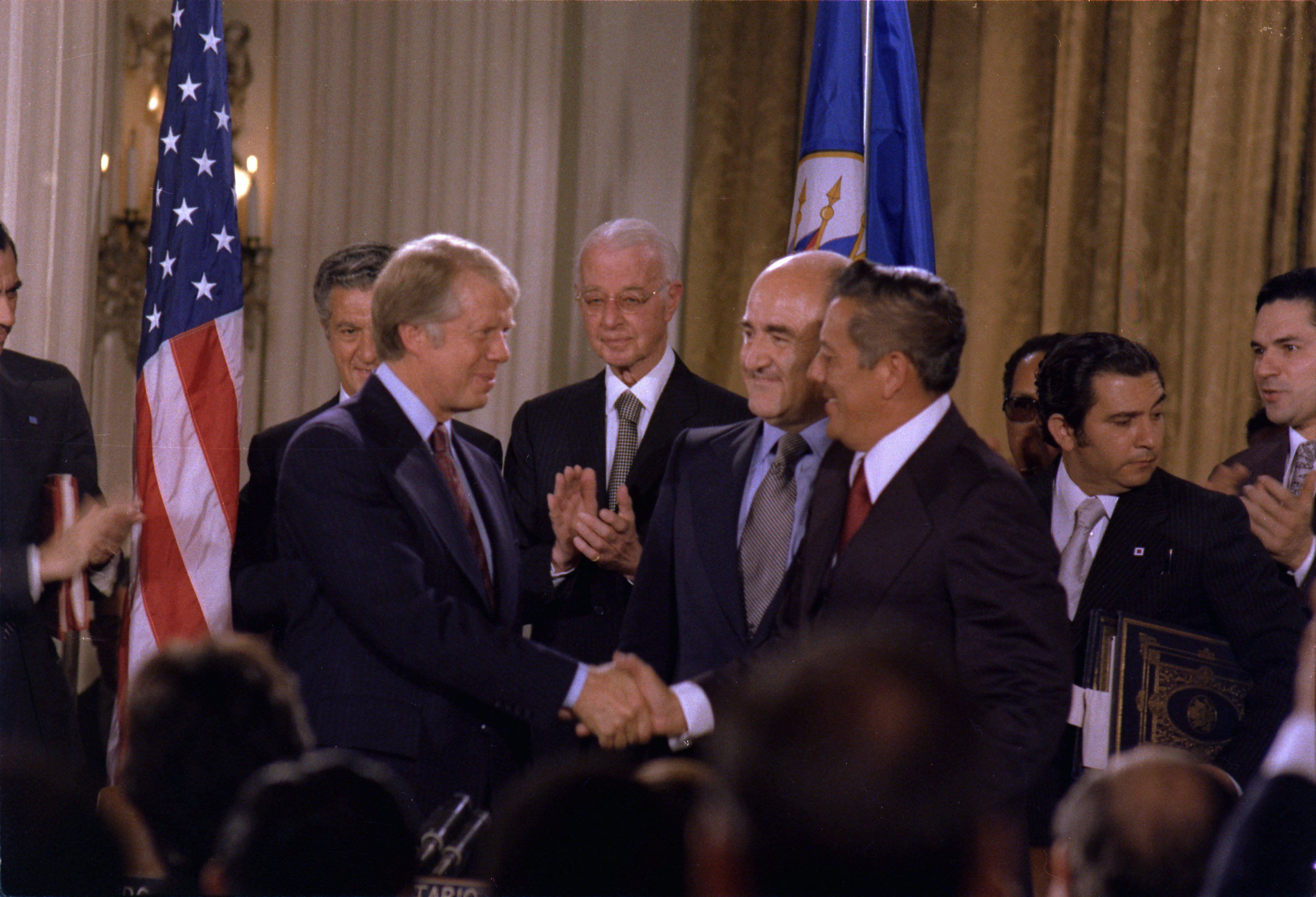
El presidente de Estados Unidos Jimmy Carter (izq.) estrecha su manos con el general Torrijos (der.) después de firmar los Tratados Torrijos-Carter.

## Muerte
Torrijos murió en un accidente aéreo en Cerro Marta, cuando la aeronave DeHavilland Twin Otter (DHC-6) de la Fuerza Aérea Panameña, se estrelló el viernes 31 de julio de 1981. La aeronave desapareció de las pantallas del radar por las condiciones climáticas extremas, pero debido a la limitada cobertura del radar panameño, la pérdida de la aeronave no se informó durante cerca de 24 horas después. El sitio de impacto fue localizado varios días después, y el cuerpo de Torrijos fue recuperado por un comando de fuerzas especiales en los primeros días de agosto. Fue sepultado en el cementerio Amador, en un funeral de Estado; sus restos mortales fueron luego trasladados a un mausoleo, en la entrada de la antigua Zona del Canal.[cita requerida]